# La Panthère d'Hollywood
La Panthère d'Hollywood est le 15e roman de la série SAS, écrit par Gérard de Villiers et publié en 1969 aux éditions Plon / Presses de la Cité. Comme tous les SAS parus au cours des années 1960, le roman a été édité lors de sa publication en France à 60 000 exemplaires.
L'action se déroule en Juillet 1969, en Californie (spécialement Hollywood) et un peu le Mexique. La « panthère » indiquée dans le titre fait référence, au sens propre, à la panthère appelée « Sun », et au sens figuré à Erain, la tueuse soviétique.

## Personnages principaux
- Malko Linge : agent secret agissant pour le compte de la CIA.
- Daphne La Salle : agent ponctuel du FBI.
- Gene Shirak : millionnaire.
- Joyce Shirak : épouse du précédent.
- Erain Belgra : agent traitant de Shirak.
- Jill Rickbell : jeune femme aux mœurs légères.
- Dean Anchor
- Zuni : premier indien Navajo.
- Harrisson : second indien Navajo.
- Albert Mann : chef du bureau de la CIA en Californie.
- Jack Thomas et Frank Madden : agents-enquêteurs du FBI en Californie.
- Diana Miller : prostituée, vendeuse de produits stupéfiants.
- Dennis Krug : milliardaire.
- Carroll : secrétaire de Gene Shirak.
- Patricia
- Sue Scala
- Ruth

## Résumé

### Débuts du roman
À Hollywood, Gene Shirak, producteur de cinéma, millionnaire ayant fait fortune dans le show-biz et ancien émigré de Hongrie (son nom initial est Anton Dorak), est en réalité un agent dormant soviétique. Quand le récit commence, il a brutalement été « remis en activité » quelques semaines auparavant et a été chargé par Erain Belgra, une espionne hongroise (son agent traitant), de « se procurer un indien Navajo ». Il a donc embauché Zuni, un Navajo, en qualité de jardinier et sous un prétexte futile, il a demandé à une de ses jeunes amies, Jill Rickbell, de le conduire au Mexique. Mais au cours d'une soirée où Jill veut coucher avec Zuni, celui-ci se fait dévorer par Sun, la panthère semi-apprivoisée de Jill ! La jeune femme, qui ne veut pas qu'on abatte son animal, va secrètement cacher le cadavre du Navajo au Mexique et revient en Californie. Le corps est rapidement découvert par des enfants qui alertent la police mexicaine, laquelle informe le FBI, puisqu'il s'agit du meurtre d'un Américain (c'est ce que l'on suppose). Les policiers américains découvrant que deux agents cubains avaient dormi dans un hôtel proche quelques jours auparavant, ils en déduisent à tort que le meurtre est un meurtre politique en lien avec le régime castriste de Cuba. Comme le FBI estime ne pas avoir assez d'éléments pour enquêter sur ce sujet, on confie l'enquête à Malko, chargé de s'infiltrer auprès de Gene Shirak (chapitres 1 à 4). 

### Aventures
Malko est assisté par la belle Daphne La Salle. Celle-ci fait en sorte de rencontrer Gene Shirak à l'occasion d'un accident matériel automobile et tout de suite elle subjugue le millionnaire. Gene Shirak l'invite à une soirée « spéciale ». Daphne s'y rend, accompagnée de son « compagnon » Malko. L'alcool coule à flots, le cannabis est en consommation libre et les excès sexuels ont lieu partout. Au cours de cette soirée, Gene se rend compte que la jeune femme n'est pas ce qu'elle prétend être (la compagne ponctuelle de Malko). Il découvre aussi que Daphne porte un bijou qui appartenait à Zuni ! Affolé, craignant que la femme soit du FBI, ou pire, des services secrets castristes, Gene contacte Diana, une ancienne maîtresse afin qu'elle embauche un tueur à gages pour liquider Malko et Daphne. Dean Anchor, le tueur à gages, a décidé de tuer ses cibles sur le bord de la piscine de leur hôtel mais l'opération échoue de justesse et il doit prendre la fuite. Peu après Dean Anchor est abattu par un policier, au grand désespoir de Gene, pressé par Erain de trouver immédiatement un autre indien Navajo. Cette tentative d'assassinat redonne un coup de fouet à l'enquête : Malko sait qu'il est sur un « gros coup », sinon « on » n'aurait pas essayé de le tuer (chapitres 5 à 10). 
Ayant appris l'échec de Dean Anchor, Gene tente de tuer Erain, mais il échoue. La hongroise contre-attaque : ou bien il exécute les ordres, ou bien il sera exécuté… Lorsque Daphné retourne à une nouvelle soirée organisée par Gene et par Jill, le millionnaire prend peur et décide de l'éliminer. Il la drogue avec des barbituriques dissous dans de la nourriture et de la boisson puis l'emmène dans une chambre. Alors qu'elle est sur le point de sombrer dans le coma, Daphne tente d'alerter Malko sur sa situation en lui téléphonant, mais elle ne parvient pas à lui donner l'adresse. Elle tombe dans le coma et meurt le lendemain. Malko a compris qu'il s'agissait d'un meurtre, alors que la police conclut au suicide (chapitres 11 à 13). 
Malko va voir Jill et la somme de s'expliquer. Apeurée, la jeune femme lance sur lui sa panthère avant de s'enfuir. Malko tue la panthère. Pendant ce temps, Gene Shirak informe Erain de ses problèmes (mort de Daphne, soupçons de Malko sur Jill). Erain tue Jill en l'égorgeant : un témoin supprimé. Puis elle organise un guet-apens pour assassiner Gene, car celui-ci en sait trop pour pourrait « flancher », mais l'opération échoue (chapitres 14 à 16). 
Malko va voir Gene et lui fait part de l'attentat raté contre lui. Puis Malko va voir son épouse, Joyce Shirak, qui lui apprend que Gene s'apprête à quitter Hollywood, et même les États-Unis. Pendant ce temps Gene est de nouveau contacté par Erain. Elle reconnaît avoir tenté de le tuer sur ordres, et lui ordonne de continuer la mission d'exfiltration d'un second indien navajo (chapitre 17). Malko va au bureau de Gene et lui révèle qu'il est au courant de son départ prochain. Une discussion tendue s'ensuit, puis une lutte au cours de laquelle Gene trouve la mort (chapitre 18). 

### Dénouement et fin du roman
Erain se rend au domicile de Gene pour « Harrisson », le second navajo. Mais il y a Joyce Shirak, qui comprend qu'Erain se trouve à l'origine des sérieux problèmes qu'a connus son mari récemment. Elle tente de contacter le FBI mais Erain la blesse grièvement en lui plantant un pic à glace dans les viscères. Erain emmène avec elle Harrisson, lui expliquant qu'elle agit sur l'ordre de Gene. Malko arrive au domicile de Gene et Joyce et découvre cette dernière mourante. Il l'interroge et apprend qu'Erain va prendre à bord de l'avion que devait prendre Gene. Cet avion est un learjet privé appartenant à un milliardaire ami de Gene. Malko va immédiatement à l'aéroport et embarque dans l'avion. Il y a 14 personnes à bord, y compris Malko, Erain, Harrisson, les passagers et l'équipage. Au cours du vol, Erain fait un détournement d'avion et ordonne que l'avion soit dirigé vers La Havane, à Cuba. La direction de l'aviation civile apprend le détournement et fait appel aux militaires. La décision est prise d'abattre l'avion avant qu'il ne se pose à Cuba. Malko parvient à organiser une « rébellion » dans l'avion et à neutraliser Erain, qui se suicide en ouvrant la porte de l'avion et en se jetant dans le vide. L'avion fait demi-tour et se dirige désormais vers la Floride. On apprend dans les deux dernières pages du roman pourquoi les soviétiques souhaitaient enlever un indien navajo. Le dernier chapitre se déroule le jour du départ de la mission Apollo 11 vers la Lune (16 juillet 1969), et des clefs de code informatique étaient rédigées en langue navajo. Les soviétiques auraient pu prendre le contrôle d'Apollo 11 et même ordonner son autodestruction (chapitres 19 à 21).

## Autour du roman
Chris Jones, Milton Brabeck et Alexandra Vogel n'interviennent pas dans le roman et n'y sont même pas cités.